# Guitalens-L'Albarède
Guitalens-L'Albarède é uma comuna francesa na região administrativa da Occitânia, no departamento de Tarn. Estende-se por uma área de 5.65 km², e possui 845 habitantes, segundo o censo de 2018, com uma densidade de 150 hab/km².